# Hrabiowie Zutphen
- VIII w. : Brunhar
- VIII/IX w. : Wrahari
- ok. 800 - ok. 825 : Meginhard I
- ok. 850 : Meginhard II
- ok. 899 : Everhard Saski
- ok. 899 - pocz. IX w. : Meginhard III
- ??? - 1021 : Otto I
- 1021–1031 : Ludolf
- 1031–1064 : Godschalk
- 1064–1113 : Otto II Bogaty
- 1113–1127 : Henryk I
- 1127–1138 : Ermgarda
- 1138–1182 : Henryk II
- następni hrabiowie Zutphen, patrz: Władcy Geldrii